# アタック!!
『アタック!!』は、大島司による日本の漫画。高校バレーボールを題材にした作品で、『週刊コミックバンチ』（新潮社）にて2007年3号より連載を開始するが、作者体調不良により2009年10号より休載、2010年10号より再開するも14号から再度休載した。そのまま『週刊コミックバンチ』自体が休刊し、単行本も2010年6月9日に11巻を発売したのち中断した。2015年2月より『漫画アクション』（双葉社）で『アタック!! 〜約束のコート〜』と改題して連載が再開され、新装版単行本の刊行も行われている。
バレーボールの用語やルールについては従来のスポーツ漫画のように脚注の形で枠外に掲載するのではなく、単行本の巻末に「Let's アタック!! ワールド バレーボール エンサイクロペディア」と銘打って解説付きで掲載されている。

## あらすじ
加藤晴鷹は人並み外れた身体能力と運動センスを持ち合わせ、中学時代は数多くの運動部の助っ人をしていた。進学した掛川高校でも助っ人家業を続けるつもりの加藤であったが、小林舞子との出会いが転機となる。舞子は男子バレーボール部のマネージャーであり、加藤の身体能力を見込んで「期待の星」と呼んで熱烈な勧誘を行った。加藤は当初乗り気でなかったが、舞子の勧誘に根負けしてバレーボール部を訪れ、もう1人の「期待の星」金子裕太と出会う。
バレーボール部そして舞子の「期待の星」として、金子に対して加藤は露骨に対抗意識を燃やす。金子のブロックをスパイクで打ち抜くため、河原の公園で特訓を始め加藤が出会ったのはバレーボールに詳しい謎の大男であった。大男との特訓により加藤は金子と対等の対決を繰り広げるが負け、体育館を逃げ出そうとした加藤を謎の大男が引きとめた。謎の大男の正体はバレーボール部キャプテン・小林賢吾であった。
長期離脱から復帰した賢吾は加藤を半ば強引に入部させ、大学生との練習試合を告げた。大学生相手に連続スパイクを決め波に乗る加藤であったが、大学生相手に徐々に封じられていく。それでも賢吾は金子に集中して加藤へトスを上げることを要求し、自信を失った加藤はコート上で立ち尽くしてしまう。加藤と交代で賢吾がコートに入るが金子は先の指示に憤り、賢吾にも集中してトスを上げると宣言する。賢吾は金子の上げるトスをことごとく打ち抜き、大学生相手に連続ポイントを獲得し格の違いを見せつけた。
正式入部した加藤を加えて、掛川高校バレーボール部は9人体制で春高静岡県予選に向けて始動する。加藤の加入によりセンターへと移った藤木は賢吾に直談判、初戦の浜崎西高校戦でどちらがスーパーエースか藤木と加藤で競うこととなった。賢吾は2人に10ポイントずつのノルマを課すが、浜崎西の守備力とエース鮫島の前に苦戦を強いられる中、藤木は加藤に賢吾にも似た存在感を感じ取り、自らセンターに戻ることを申し出た。
名門池里高校戦では、千葉を中心としたスピードバレーと身長206cmの木ノ内のブロックに苦戦するが、賢吾のスパイクによって流れをつかみ、スピードバレーの秘密を金子が見破り勝利を収める。
西地区の決勝戦は、前年にベスト8で対戦した正城学園。前回の対戦で小林賢吾によって辛酸を味わわされた正城は元々レベルの高かったプレーの精度を高めており、中でも気合のこもった甲斐のプレーは掛川の脅威となった。小林賢吾の奮起で一時掛川が流れをつかむが、膝の怪我の悪化で賢吾が離脱すると一転し、敗北を喫する。西地区2位で県大会決勝トーナメントに駒を進めるも、チームは小林賢吾という支柱を失ってしまう。
小林賢吾の離脱宣言と清川商業への拘りの告白を受け、バレー部は新たなスタートを切ることになる。手始めとして金子は部員全員を、清川商業への偵察へと連れ出す。

## 登場人物
「学年」は加藤晴鷹を基準とした学年差（0は同学年）。

### 掛川高校
加藤晴鷹（かとう はるたか）
- 学年 : 0（基準）
- ポジション : スーパーエース
- 背番号 : 7

本作の主人公。非常に優れた身体能力と運動センスを持ち、中学時代は多くの運動部から助っ人を頼まれていた。高校入学直後も運動部から勧誘・助っ人の依頼を受けるが、好意を寄せる小林舞子からの「希望の星」と呼ばれて熱烈な勧誘を受け、また金子への対抗意識からバレーボール部への入部を決める。負けず嫌いの熱血漢である反面、恋愛に関しては妄想癖がある。
作者は加藤の作画に際して越川優のフォームを研究した。
金子裕太（かねこ ゆうた）
- 学年 : 0
- ポジション : セッター
- 背番号 : 3

もう1人の「希望の星」。小林賢吾や川口と同じ須賀谷中出身。中学時代に全国ベスト4まで導いた天才セッターで、日本代表候補強化メンバーにも選ばれ、「猫田の再来」と噂されている。多くの強豪校からのスカウトを蹴り、小林賢吾を追って掛川高校に入学した。中学の先輩でもある菊池に好意を寄せている。
小林賢吾（こばやし けんご）
- 学年 : +2
- ポジション : スーパーエース、サイドアタッカー
- 背番号 : 1

キャプテンで小林舞子の兄。名実ともにチームの絶対的支柱。平常時でも威圧感のある風貌であるが、怒るとラオウ化するため恐れられている。2年生時春高静岡県予選で決して強くはない掛川を全国大会目前まで導くが、ベスト8で膝の故障が限界を迎えて正城学園に敗退した。治療に専念することを一時は拒むが、金子の掛川進学を聞いて体調を整えるために自ら治療への専念を決めた（ただし後に判明するが、治療はせず練習を続けていた）。
膝の怪我は中学時代からのもので、現清川商業監督で当時須賀谷中バレーボール部の指導者であった渋谷から、部員への過度のしごきを一手に引き受けた結果であった。当時から絶対的なキャプテンシーを発揮していた賢吾を擁護する後輩たちの存在に渋谷は苛立ち、さらに厳しく接するようになると暴力騒動に発展し、一方的に暴力を振るったとされた賢吾の名門校への進学内定が取り消された。そういった経緯から清川商業を常に意識している。
加藤の入部とほぼ同時期に復帰したが完治はしておらず、西地区決勝・正城学園戦途中でコートに倒れ込んだ。実は春高予選の時点で前十字靭帯が断裂しており、無理をして試合に出ていたのであった。そのまま長期離脱を余儀なくされ、それでも清川商業への拘りを捨てきれず、加藤ら残った部員に清川商業との試合に連れて行ってほしいと語った。
塩屋（しおや）
- 学年 : +2
- ポジション : センター
- 背番号 : 2

温厚な性格で、副キャプテンの川口とともに小林賢吾をサポートしている。
川口文也（かわぐち ふみや）
- 学年 : +1
- ポジション : リベロ
- 背番号 : 6

副キャプテン。通称「ぐっさん」。無口な小林賢吾に代わって調整役に回ることも多いが、気配りが過ぎるためお節介焼きな面がある。比較的温和そうに見えるが人を食ったような言動も多く、ボールを雑に扱う者には容赦しないなど激しい面もある。
藤木智数（ふじき ともかず）
- 学年 : +1
- ポジション : スーパーエース → センター
- 背番号 : 5

高校からバレーボールを始めた初心者だったが、小林賢吾が怪我で離脱すると1年生ながら代役として出場した。中学時代は松坂大輔に憧れ野球部を始めたが、強すぎる上昇志向が周囲に理解されず悩んでやめてしまった。高校でバレーボール部に入り怪我にも負けずチームを引っ張る小林賢吾を尊敬し、代役として出場したことによる自信からスーパーエースにこだわっていた。晴鷹の入部によりポジションを奪われると対抗意識をむき出しながらも、チーム事情は理解しセンターとして仕事をこなすと宣言した。その後、加藤と競う形で浜崎西戦にスーパーエースで先発するが、加藤の力を認め自らセンターへと移った。
笠原（かさはら）
- 学年 : +1
- ポジション : サイドアタッカー
- 背番号 : 4

川口と並ぶレセプションの要。
薄（すすき）
- 学年 : 0
- ポジション : サイドアタッカー
- 背番号 : 8

レシーブがうまいが、攻撃面では消極的なスパイクが欠点。加藤と小林舞子の関係性をからかう描写が多い。
沖田（おきた）
- 学年 : 0
- ポジション :
- 背番号 : 10 → 9

サーブ、レシーブ全てにおいて技術が劣る全くの初心者。
小林舞子（こばやし まいこ）
- 学年 : 0

マネージャー。小林賢吾の妹で、中学時代からの同級生・金子に思いを寄せている。加藤の身体能力を見込み、「期待の星」と呼んで熱烈に勧誘を行う。
菊池理恵（きくち りえ）
- 学年 : +1

元マネージャーで、現在は美術部所属。小林賢吾の元恋人である。マネージャーへの復帰を頑なに断っていたが、池里高校戦から試合を観戦するようになり、正城学園戦で賢吾がコートに倒れこむと処置に駆け付けた。

### 浜崎西高校
守備力の高さで知られる古豪。
横山貴司（よこやま たかし）
- 学年 : +2
- ポジション : リベロ
- 背番号 : 11

キャプテン。守備の要で、洞察力や判断力、統率力はチームでも抜きん出ている。
鮫島登志希（さめじま としき）
- 学年 : 0
- ポジション : スーパーエース
- 背番号 : 9

身長は190cmを超え、アフロ頭が特徴。中学時代の全国大会でベスト4・桜葉中の元エースで、県の強化選手にメンバー入りした経験もある。名門清川商業からもスカウトが来ていたが素行の悪さで取り消されたが、その才能を信じて必要としてくれた横山の熱意に浜崎西に進学した。

### 池里高校
物語前年の春高静岡県予選ベスト8。過去2度全国大会も経験している名門だが近年は低迷していた。
千葉海人（ちば かいと）
- 学年 : +2
- ポジション : サイドアタッカー
- 背番号 : 5

キャプテン。スパイクを打ち分ける器用さのある選手で、高さはないがスピードもあり、攻守に活躍する高速オールラウンダー。スピードバレーを標榜する池里の大黒柱。
木ノ下亨（きのした とおる）
- 学年 : 0
- ポジション : センター
- 背番号 : 10

現役高校生では最も高い身長206cm、体格の割にフットワークも速い。中学時代はバスケットボールをしており、加藤とは当時対戦している。長身と長い手足を活かし、小林専用のブロックとして登場した。

### 正城学園
物語前年の春高静岡県予選準優勝校。
八神秀由（やがみ ひでよし）
- 学年 : +2
- ポジション : セッター
- 背番号 : 1

キャプテン。
甲斐恭平（かい きょうへい）
- 学年 : +1
- ポジション : サイドアタッカー
- 背番号 : 4

エース。速い腕の振りから繰り出される切れ味鋭いスパイクは、日本刀に例えられる。前年度の春高静岡県予選準々決勝で掛川高校と対戦し、小林賢吾のスパイクをブロックした際に爪を割られ、それ以来賢吾を意識している。

### 清川商業
県下に名だたる名門校。元々実力校であったが、渋谷監督が就任すると盤石な体制を整えた。
善明剛史（ぜんみょう たけし）
- 学年 : +2
- ポジション :
- 背番号 :

キャプテンでエース。攻守両面にトップクラスの力を発揮し、「ミスターパーフェクト」の異名で呼ばれる。
渋谷真紀夫（しぶや まきお）
監督。元須賀谷中バレー部の指導者。須賀谷中時代にはベスト8止まりだったチームを全国へと導き、清川商業に移ってからは県下の王者として位置づけをゆるぎないものにするなど、指導手腕は良い評価を受けている。指導者としてのプライドは高い。須賀谷中時代には絶対的キャプテンシーを発揮していた小林賢吾と対立していた。

## 注
1. ↑  コミックナタリー『大島司「アタック!!」アクションで連載再開』（2014年9月16日）
2. ↑  CarSenserEDGE.net「越川優選手に100の質問」